# 富山県道243号能町枇杷首線
富山県道243号能町枇杷首線（とやまけんどう243ごうのうまちびわくびせん）とは、富山県高岡市から富山県射水市までを結ぶ都道府県道である。庄川と並行して走っている。

## 概要
- 始点：富山県高岡市能町（国道415号交点）
- 終点：富山県射水市枇杷首（富山県道73号高岡青井谷線交点）

## 接続する道路
- 国道415号（高岡市能町、始点）
- 国道8号（高岡市石瀬）
- 富山県道44号富山高岡線（高岡市三女子）
- 富山県道73号高岡青井谷線（射水市枇杷首、終点）